# S2 (étoile)
Pour les articles homonymes, voir S2.
S2 (pour « Source 2 »), aussi désignée S0-2, est une des étoiles les plus proches de la source radio Sagittarius A*, au centre de notre galaxie, la Voie lactée. Elle fait partie d'un amas d'étoiles en orbite autour du centre galactique.

## Caractéristiques

### Nature de la S2
Il s'agit d'une étoile de très faible luminosité (en magnitude apparente), située extrêmement près du centre galactique.
L'étoile S2 a la particularité d'avoir une orbite képlérienne elliptique très excentrique (e = 0,87) d'une période de 15,2 ans qui la conduit à un périapside situé à seulement 17 heures-lumière (18,3 × 1012 mètres, soit 124 ua, quatre fois la distance moyenne entre le Soleil et Neptune) du centre galactique, à plus de 2 000 fois le rayon de Schwarzschild. Elle n'est donc pas située dans le trou noir mais il s'agit de l'étoile connue de l'amas qui s'en approche le plus.

### Évolution de l'observation
Avant 2001, le centre de la Voie lactée restait toujours invisible à nos télescopes, à cause d'un impénétrable rideau de poussière interstellaire. Toutefois, à la suite de l'installation de deux nouveaux systèmes au VLT, à l'Observatoire du Cerro Paranal au Chili, en 2001, des images de haute résolution, notamment en infrarouge, ont pu être obtenues.
Une équipe internationale conduite par Rainer Schödel de l'Institut Max-Planck de physique extraterrestre a observé le mouvement de S2 sur une durée de 15,2 ans. Celui-ci montre très clairement que seul un trou noir supermassif peut se trouver au foyer de l'orbite. La caractérisation complète de ce dernier permet d'estimer la masse, et par suite la taille, de Sagittarius A* : 4 millions de masses solaires. C'est la mesure la plus précise jamais effectuée sur la masse d'un trou noir supermassif.

### Effet de la gravité et relativité générale
Le 19 mai 2018, cette étoile a été au plus proche du trou noir, et a atteint théoriquement la vitesse de près de 8 000 km/s (environ 25 millions de km/h), soit 2,7 % de celle de la lumière,.
À cette occasion, le dispositif interférométrique Gravity mis en service au VLT a observé un décalage fréquentiel vers le rouge cohérent avec la théorie de la relativité générale,,.
L'orbite de S2 subit une précession de 12 '' par rotation due au champ gravitationnel du trou noir; ce phénomène, en accord avec la relativité générale, est analogue à celui de l'avance du périhélie de Mercure.

### Analyse alternative
En 2020, une équipe italienne proposa, à la suite de cette dernière observation de mouvement et celle d'un objet non identifié, G2, une nouvelle explication avec de la matière noire au centre de la Voie Lactée, au lieu du trou noir, théorie traditionnelle.
Par ailleurs en 2020, des études portant sur l'observation de S2 valurent le prix Nobel de physique à trois lauréats, Roger Penrose, Reinhard Genzel et Andrea M. Ghez,.

### Étoiles semblables
Reinhard Genzel et son équipe ameliorèrent encore leur observation en 2021, toujours sur le VLT mais avec de nouvelles techniques leur permettant vingt fois plus de précision. En mai 2021, ils observèrent l'étoile S29 s'approcher du trou noir à une distance et une vitesse jamais observées auparavant :  13 milliards de km et 8 740 km/s. De plus, ils découvrirent une nouvelle étoile S300. Dorénavant, la S2 est considérée comme une des étoiles plus proches du centre de Sagittaire A*. Au contraire de l'hypothèse de l'équipe italienne, ce groupe identifia encore qu'au centre de la Voie lactée, 99,9% de la masse est retenue dans ce trou noir.

## Étymologie
La désignation S est utilisée pour décrire une étoile située à moins d'une seconde d'arc de Sagittarius A*. S2 est la deuxième étoile de ce type découverte. Actuellement plusieurs numérotations concernant ces étoiles existent, c'est pourquoi elle est quelquefois appelée S0-2.

## Galerie

Vue d'artiste du passage de l'étoile S2 au périastre du trou noir supermassif au centre de la Voie-lactée, confirmant le décalage gravitationnel vers le rouge[14].
Orbites de six étoiles proches du centre galactique.

### Vidéo
- « Orbite de S2 autour du trou noir galactique central »